# Margit Korondi
Margit Korondi (Celje, 24 juni 1932 – Las Vegas, 6 maart 2022) was een turnster uit Hongarije. Ze vertegenwoordigde haar vaderland op de Olympische Zomerspelen 1952 in Helsinki en de Olympische Zomerspelen 1956 in Melbourne.
Na de Olympische Zomerspelen in 1952 in Australië zorgde de inval van de Sovjet-Unie in Hongarije ervoor dat zij en meerdere andere atleten na de spelen niet naar huis terugkeerde. Korondi emigreerde naar de Verenigde Staten.

## Resultaten

### Olympische Zomerspelen
| Jaar | Plaats    | Resultaten |
| ---- | --------- | --- |
| 1952 | Helsinki  | Team meerkamp · Individuele meerkamp · Team ritmische gymnastiek · 22e Sprong · Brug ongelijk · Balk · Vloer                |
| 1956 | Melbourne | Team meerkamp · 12e Individuele meerkamp · Team ritmische gymnastiek · 16e Sprong · 12e Brug ongelijk · 7e Balk · 25e Vloer |

### Top scores
Hoogst behaalde scores op mondiaal niveau (Olympische Spelen of Wereldkampioenschap finales).
| Onderdeel            | Score | Wedstrijd                   | Locatie  |
| -------------------- | ----- | --------------------------- | -------- |
| Individuele meerkamp | 75.82 | Olympische Zomerspelen 1952 | Helsinki |
| Sprong               | 18.40 | Olympische Zomerspelen 1952 | Helsinki |
| Brug ongelijk        | 19.40 | Wereldkampioenschappen 1952 | Helsinki |
| Balk                 | 19.02 | Olympische Zomerspelen 1952 | Helsinki |
| Vloer                | 19.00 | Olympische Zomerspelen 1952 | Helsinki |